# Massenprozess
Ein Massenprozess war im Sprachgebrauch der DDR das Synonym für ein Big-Data-Projekt des Ministeriums für Staatssicherheit (Stasi) über die Bürger der DDR. Das dort angesiedelte Archiv, die Abteilung XII, nahm 1979 noch 5,95 Millionen Überprüfungsanforderungen an, 1986 waren es mit 12,8 Millionen mehr als das Doppelte. Die Bewältigung dieser Aufgabenlast hieß im Ministerium quasi die kompletten 1980er Jahre hindurch „Massenprozess“.
Die Mitarbeiterzahl der Abteilung XII wuchs im Verhältnis zu den gestiegenen Anträgen nur gering. Der Stellvertreter Erich Mielkes, Generalmajor Gerhard Neiber, forderte auf einer zentralen Dienstkonferenz am 7. Juli 1986, „die Massenprozesse der Überprüfung, Erfassung, Registrierung, Archivierung und Auskunftserteilung, also das, was seit Existenz der Abteilungen XII als selbstverständlich von den operativen Mitarbeitern vorausgesetzt wird, wesentlich rationeller und effektiver zu gestalten.“
Das Archiv versuchte, die Massenprozesse vor allem dadurch in den Griff zu bekommen, dass es den Ausbau der Elektronischen Datenverarbeitung ab ca. 1980 mit dem Projekt SAVO (System der automatischen Vorauswahl) stark vorantrieb. Jedoch nahm die Bespitzelung von DDR-Bürgern durch IMs auf Anweisung des Ministeriums so drastisch zu, dass – abgesehen von auch aus anderen Archiven bekannten Problemen mit der Digitalisierung – die Massenprozesse oft im Datenchaos endeten. Mit der Wende und der damit verbundenen Auflösung der DDR verschwand auch dieser Begriff.